# Octomeria concolor
Octomeria concolor é  uma espécie de orquídea (Orchidaceae) epífita, originária do Brasil.

## Características
A planta alcança de10 a 20 cm de altura, e a flor tem cerca de 1,5 cm de diâmetro. A floração acontece no outono e inverno, e a flor dura de 5 a 10 dias, exalando fragrância que lembra o mel.

## Bibliografia

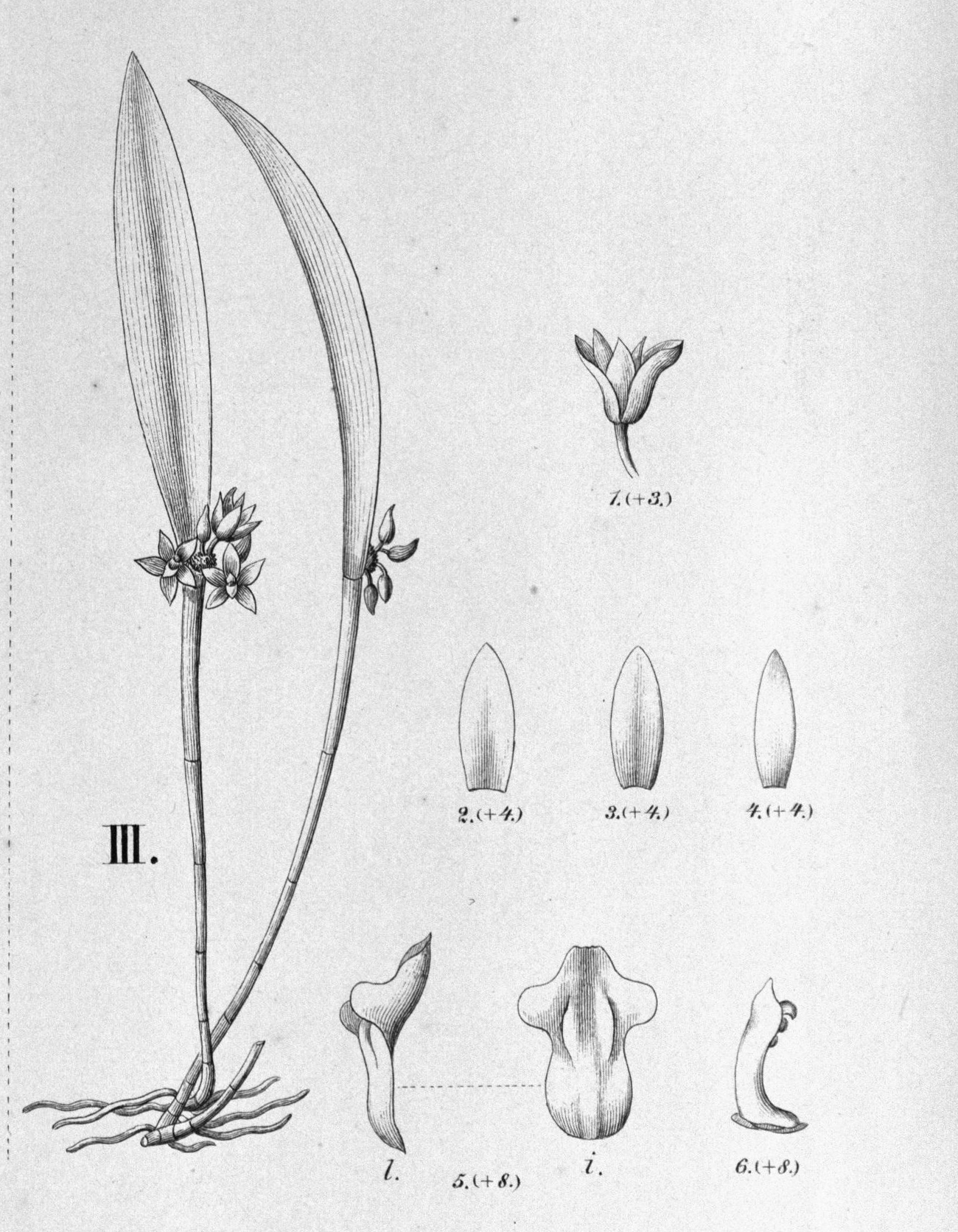
Flora Brasiliensis.